# Arroyo Piray-Miní
El arroyo Piray-Miní, también denominado arroyo Pira-í Miní, es un curso fluvial del centro-este de América del Sur. Es un afluente de la margen izquierda del río alto Paraná, ubicado en el noreste de la Argentina, específicamente en el centro-norte de la provincia de Misiones. Su nombre en idioma guaraní significa 'río pequeño de los peces'.  

## Recorrido
El curso del arroyo Piray-Miní es sumamente tortuoso, desarrollando varias curvas y contracurvas. Mantiene una dirección general este-oeste. Posee varios tributarios de importancia, entre los que destacan los arroyos Alegría, Despedido, y Paquita, además de otros de menor caudal. 
Nace a una altitud de más de 600 m s. n. m. en áreas serranas al sudoeste de la ciudad de Bernardo de Irigoyen, en el sector sur del departamento General Manuel Belgrano. Posteriormente penetra brevemente por el área septentrional del departamento San Pedro, para volver al departamento General Belgrano. Antes de llegar a la mitad de su recorrido entra en el Departamento Eldorado, discurriendo por el centro del mismo hasta desembocar en la margen izquierda del río alto Paraná, en las coordenadas: 26°21'9.25"S 54°40'34.57"O, a una altitud de 104 m s. n. m., y a unos 6 km al norte de la ciudad de Eldorado. Antes de su desembocadura es atravesado por un puente de la ruta nacional 12. 

## Características

### Características generales
El área presenta acumulados de precipitaciones con promedios de 1850 mm, los que están bien distribuidos a lo largo del año. El clima es cálido, algo más fresco en el tramo superior, y semitropical húmedo en el tramo inferior. 
El arroyo Piray-Miní tiene agua clara, la que fluye con rapidez. En el tramo superior la profundidad es variable, desde sólo 20 cm hasta 140 cm. El fondo se compone en su mayoría de barro, arena, y piedras. Algunas áreas tienen vegetación sumergida, pero esta es escasa.
La ex Agua y Energía de la Nación ha elaborado para el sistema del arroyo Piray-Miní un proyecto para construir en él una represa hidroeléctrica.

### Características biológicas
Su tramo superior discurre entre alta selva perteneciente al distrito fitogeográfico planaltense. Posteriormente, las selvas que acompañan al arroyo hasta su desembocadura pertenecen al distrito fitogeográfico de las selvas mixtas; en ambos casos integran la provincia fitogeográfica paranaense.  
Algunos sectores presentan selva secundaria en aceptable estado de conservación, la que incluso permitió la nidificación de águilas harpías (Harpia harpyja) a finales del siglo XX.
Se ha hecho una propuesta, pionera en el país, recomendando un estudio de factibilidad para la aplicación de un sistema de pago por servicios ambientales en el «Bosque Modelo San Pedro», ubicado en la cuenca superior del arroyo Piray-Miní. La cuenca de este arroyo abastece de agua potable a la ciudad de Eldorado de cerca de 80 000 habitantes. Las empresas beneficiadas del servicio ambiental hídrico provisto por la alta cuenca del citado arroyo, la empresa proveedora de agua de Eldorado, y la Cooperativa de Electricidad de Eldorado Ltda., ya habrían mostrado voluntad de pago. Dicha área de la cuenca superior posee una inmensa diversidad biológica, la cual está seriamente amenazada por los desmontes clandestinos practicados por ocupantes ilegales de tierras privadas para cultivar tabaco, utilizando agroquímicos.
Su curso posee algunas cascadas como el "salto Tigre", con una caída total de 60 metros, o el "salto Tirica" (también denominado "salto Grande" en razón de su tamaño) con una caída de 30 metros y un ancho de 50 metros. Estas barreras han mantenido biológicamente aislados sus tramos medio y superior, por lo cual se han dado las circunstancias adecuadas para generar procesos de endemismos, tal es el caso del pez Crenicichla hu.